# Якось у казці
«Якось у казці» (англ. Once Upon a Time, досл. «Одного разу») — американський телесеріал каналу ABC в жанрі фентезі. Прем'єра відбулася 23 жовтня 2011 року. В Україні 1 сезон транслювався на телеканалі ТЕТ. 3 листопада 2011, після успішного виходу перших двох епізодів, ABC продовжив серіал на повний сезон з 22 епізодів. 10 травня 2012 ABC продовжив серіал на другий сезон, прем'єра якого відбулася 30 вересня. 10 травня 2013 канал продовжив серіал на третій сезон, який стартував 29 вересня.
Третій сезон розділений на дві частини, перші одинадцять епізодів були показані до Нового року, після чого серіал пішов на перерву аж до 9 березня 2014 року. «Якось у казці», нарівні з чотирма іншими мильними драмами каналу («Нешвілл», «Скандал», «Помста» і «Анатомія Грей»), переходить, таким чином, в телесезоні 2013-14 років на новий формат мовлення, з двох блоків, що транслюються практично без перерв. В травні 2013 року ABC також замовив спіноф серіалу під назвою «Якось в країні чудес», який вийшов восени 2013 року.
8 травня 2014 серіал був продовжений на четвертий сезон. 27 серпня 2015 серіал продовжений на п'ятий сезон. 26 вересня 2016 шостий сезон з успіхом транслюється на каналі ABC.
11 травня 2017 серіал був продовжений на 7 сезон.

## Сюжет
В день весілля Білосніжки та Прекрасного Принца Зла королева приїжджає в замок та загрожує страшним прокляттям, яке вона має намір накласти на них. Деякий час потому вагітна Білосніжка турбується про загрозу прокльону та відвідує Румпельштільцхена, який розповідає, що прокляття Злої Королеви перенесе їх усіх в страшне місце, де не буде щасливих кінців, за винятком її. Він передрікає, що ненароджена донька Білосніжки, Емма, повернеться на свій 28-й день народження, щоб врятувати їх і почати останню битву з Королевою. За порадою Блакитної Феї, Джеппетто та Піноккіо роблять шафу з магічного дерева, яка дозволить одній людині уникнути прокльону Королеви. Того дня, коли Білосніжка народжує дочку, прокляття Злої Королеви починає діяти. Прекрасний Принц встигає врятувати новонароджену доньку, поміщаючи її в чарівну шафу, але його смертельно ранять поплічники Королеви. Зла Королева тріумфує, коли Прекрасний Принц вмирає на руках у Білосніжки, а прокляття переносить їх в «жахливе місце».
У наші дні в Бостоні самотня Емма Свон працює поручителем та мисливицею за головами. Коли Емма задуває свічку на кексі на честь свого 28-го дня народження та загадує бажання, на її порозі з'являється 10-річний хлопчик Генрі, який говорить їй, що він її син, якого вона віддала на усиновлення, будучи підлітком. Не бажаючи мати відношення до життя хлопчика, Емма все ж погоджується відвезти його назад додому в Сторібрук в штаті Мен. По дорозі Генрі показує їй велику книгу казок, наполягаючи на тому, що всі історії в ній реальні. Коли вони приїжджають в Сторібрук, Генрі повідомляє їй, що всі в місті насправді персонажі казок, перенесені в цей світ прокляттям Злої Королеви, і вони не пам'ятають, хто вони насправді. Генрі вважає, що його психотерапевт Арчі Гоппер насправді Мудрий Цвіркун, а його шкільна вчителька Мері Маргарет Бланшар — Білосніжка. Він стверджує, що час в Сторібруку заморожено (міський годинник весь час показує 8:15), і люди не можуть піти, а це прокляття може зруйнувати лише Емма. Скептично налаштована Емма повертає Генрі його прийомній матері, меру міста Реджині Міллс, яка насправді є Злою Королевою. Незабаром Генрі знову тікає, Емма знаходить його і вирішує залишитися в Сторібруку на деякий час. Це рішення змушує застиглі стрілки міського годинника знову почати рухатися.

## У ролях
Основна стаття: Список персонажів телесеріалу «Якось у казці»
| Актор                | Кількість епізодів | Персонаж                                                        | Персонаж                                     | Сезони     | Сезони            | Сезони     | Сезони     | Сезони     | Сезони     | Сезони      |
| Актор                | Кількість епізодів | Казковий світ                                                   | Реальний світ                                | 1          | 2                 | 3          | 4          | 5          | 6          | 7           |
| -------------------- | ------------------ | --------------------------------------------------------------- | -------------------------------------------- | ---------- | ----------------- | ---------- | ---------- | ---------- | ---------- | ----------- |
| Джінніфер Ґудвін     | 130                | Білосніжка                                                      | Мері Маргарет Бланшар                        | Постійно   | Постійно          | Постійно   | Постійно   | Постійно   | Постійно   | Спец. гість |
| Дженніфер Моррісон   | 133                | Дочка Білосніжки та Прекрасного Принца, Рятівниця, Принцеса Лея | Емма Свон / Темна Свон                       | Постійно   | Постійно          | Постійно   | Постійно   | Постійно   | Постійно   | Спец. гість |
| Лана Паррія          | 140                | Зла королева                                                    | Реджина Міллс / Роні                         | Постійно   | Постійно          | Постійно   | Постійно   | Постійно   | Постійно   | Постійно    |
| Джошуа Даллас        | 128                | Девід / Прекрасний принц                                        | Девід Нолан                                  | Постійно   | Постійно          | Постійно   | Постійно   | Постійно   | Постійно   | Спец. гість |
| Джаред Гілмор        | 131                | Генрі Делієл Міллс / Казкар                                     | Генрі Делієл Міллс / Казкар                  | Постійно   | Постійно          | Постійно   | Постійно   | Постійно   | Постійно   | Періодично  |
| Ендрю Вест           | 24                 | Генрі Делієл Міллс / Казкар                                     | Генрі Делієл Міллс / Казкар                  |            |                   |            |            |            | Гість      | Постійно    |
| Рафаель Сбарж        | 33                 | Мудрий Цвіркун Джиміні                                          | Лікар Арчі Хоппер                            | Постійно   | Періодично        | Періодично | Гість      |            | Періодично | Гість       |
| Джеймі Дорнан        | 9                  | Мисливець                                                       | Шериф Грем Хамберт                           | Постійно   | Гість             |            |            |            |            |             |
| Роберт Карлайл       | 128                | Румпельштільцхен                                                | Містер Голд / Темний / детектив Вівер        | Постійно   | Постійно          | Постійно   | Постійно   | Постійно   | Постійно   | Постійно    |
| Єйон Бейлі           | 19                 | Піноккіо                                                        | Август Вейн Бут                              | Постійно   | Гість             |            | Періодично |            | Періодично |             |
| Емілі де Рейвін      | 86                 | Белль                                                           | Лейсі Френч                                  | Періодично | Постійно          | Постійно   | Постійно   | Постійно   | Постійно   | Гість       |
| Меган Орі            | 36                 | Червона Шапочка / Вовк                                          | Рубі Лукас                                   | Періодично | Постійно          | Періодично |            | Періодично |            |             |
| Колін О'Донох'ю      | 105                | Кілліан Джонс / Капітан Гак                                     | Кілліан Джонс / Капітан Гак                  |            | Постійно          | Постійно   | Постійно   | Постійно   | Постійно   | Гість       |
| Колін О'Донох'ю      | 11                 | Альтернативний Капітан Гак                                      | Офіцер Роджерс                               |            |                   |            |            |            | Гість      | Постійно    |
| Майкл Реймонд-Джеймс | 27                 | Бейлфайр (Бей) — син Румпельштільцхена                          | Ніл Кессіді                                  |            | Періодично        | Постійно   |            | Гість      |            |             |
| Майкл Соча           | 15                 | Вілл Скарлет / Червоний Валет / Білий Король                    | Вілл Скарлет / Червоний Валет / Білий Король |            |                   |            | Постійно   |            |            |             |
| Ребекка Мейдер       | 52                 | Зеліна / Зла відьма Заходу                                      | Зеліна Міллс / Келлі                         |            |                   | Періодично | Періодично | Постійно   | Постійно   | Постійно    |
| Шон Магуайр          | 44                 | Робін Гуд / Робін з Локслі                                      | Робін Гуд / Робін з Локслі                   |            | Гість (Том Елліс) | Періодично | Періодично | Постійно   |            | Гість       |
| Шон Магуайр          | 6                  | Альтернативний Робін Гуд                                        | Альтернативний Робін Гуд                     |            |                   |            |            |            | Періодично |             |
| Елісон Фернандез     | 11                 | Люсі Міллс                                                      | Люсі Міллс                                   |            |                   |            |            |            | Гість      | Постійно    |
| Габріель Анвар       | 8                  | Леді Тремейн / Рапунцель (Дісней)                               | Вікторія Белфі                               |            |                   |            |            |            |            | Постійно    |
| Данія Рамірес        | 9                  | Попелюшка                                                       | Джасінда                                     |            |                   |            |            |            |            | Постійно    |
| Мекія Кокс           | 6                  | Принцеса Тіана                                                  | Сабіна                                       |            |                   |            |            |            |            | Постійно    |

## Українське озвучення

### 1-2 сезони (дубляж)
Ролі дублювали:
- Емма Свон — Людмила Ардельян
- Білосніжка/Мері Маргарет Бланшар — Юлія Перенчук
- Девід Нолан — Андрій Твердак
- Зла королева/Реджина Міллс — Лариса Руснак
- Генрі Деніел Міллс — Василь Бендас
- Мудрий Цвіркун Джиміні/Лікар Арчі Хоппер — Дмитро Завадський
- Шериф Грем Хамберт
- Блакитна Фея — Лідія Муращенко, Олена Узлюк
- Капітан Гак — Олександр Погребняк
- Червона Шапочка — Олена Яблучна
- Белль — Олена Узлюк
- Попелюшка — Катерина Буцька
- Август Вейн Бут/Піноккіо — Олександр Погребняк, Юрій Кудрявець
- Румпельштільцхен — Олег Лепенець
- Божевільний капелюшник/Джефферсон — Михайло Тишин
- Гном Буркотун — Анатолій Зіновенко
- Батько Піноккіо — Юрій Висоцький
- Бабуся Червоної Шапочки — Ірина Дорошенко
- Аврора — Катерина Буцька
- Принц Філліп — Андрій Федінчик
- Мулан — Катерина Брайковська
- Ніл Кессіді — Павло Скороходько
- Нік Бренсон — Андрій Федінчик
- Міла — Наталя Ярошенко
- Михайло Жонін
- Віктор Франкенштейн — Олександр Погребняк
- Грег Менделл — Юрій Кудрявець
- Кора Міллс — Ірина Дорошенко, Наталя Ярошенко
- Тамара — Катерина Брайковська

### 3, 5 сезони (багатоголосе закадрове озвучення)
Ролі озвучували: Олег Лепенець, Андрій Твердак, Наталя Ярошенко та Юлія Перенчук.

## Епізоди
Основна стаття: Список епізодів телесеріалу «Якось у казці»
| Сезон | Сезон | Епізоди | Епізоди | Оригінальна дата виходу | Оригінальна дата виходу | Рейтинг Нільсена   | Рейтинг Нільсена | Рейтинг Нільсена     | Рейтинг Нільсена |
| Сезон | Сезон | Епізоди | Епізоди | Прем'єра сезону         | Фінал сезону            | Глядачі (мільйони) | Ранк             | 18–49 (рейтинг/доля) | Ранк 18–49       |
| ----- | ----- | ------- | ------- | ----------------------- | ----------------------- | ------------------ | ---------------- | -------------------- | ---------------- |
|       | 1     | 22      | 22      | 23 жовтня 2011          | 13 травня 2012          | 11,71              | 28               | 4,1/10               | 18               |
|       | 2     | 22      | 22      | 30 вересня 2012         | 12 травня 2013          | 10,24              | 35               | 3,6/9                | 18               |
|       | 3     | 22      | 22      | 29 вересня 2013         | 11 травня 2014          | 9,38               | 35               | 3,3/8                | 12               |
|       | 4     | 23      | 23      | 28 вересня 2014         | 10 травня 2015          | 8,98               | 50               | 3,2/7                | 17               |
|       | 5     | 23      | 23      | 27 вересня 2015         | 15 травня 2016          | 6,32               | 69               | 2,2                  | 34               |
|       | 6     | 22      | 22      | 25 вересня 2016         | 14 травня 2017          | 4,39               | 105              | 1,5/5                | 70               |
|       | 7     | 22      | 22      | 6 жовтня 2017           | 18 травня 2018          | 3,41               | 120              | 0,9                  | 115              |

## Місце дії
Основна стаття: Чарівні світи серіалу Якось у казці
Дія кожного епізоду відбувається переважно в двох місцях, в одному з яких розгортається передісторія одного або більше персонажів, в іншому — відбуваються сьогоднішні події. Іноді додаткова історія має зв'язок з цими двома історіями.

### Зачарований Ліс
Зачарований ліс знаходиться в Казковій Землі. Справжні масштаби Зачарованого Лісу нині невідомі. В будь-якому разі, пізніше вони були об'єднані під час воєн проти Огрів, що відіграло суттєву роль у формуванні Воєнної Ради, сформованої Прекрасним Принцом і служило каталізатором передісторії, пов'язаної з Румпельштільцхеном і Реджиною/Злою Королевою.
В Зачарованому Лісі є декілька окремих королівств, зокрема, правителями є батько Білосніжки король Леопольд (його королівством пізніше керувала вдова Реджина/Зла Королева), тесть Кори король Ксав'єр, батько принцеси Абігейл король Мідас, батько таємно усиновленого Прекрасного Принца король Георг (Принц і Білосніжка правили його королівством після повалення його з трону), тесть Попелюшки, батько Белль сер Моріс. Більшість історій розповідають про їхнє життя до приходу до влади і вплив їхніх наставників через виховання.

### Земля Без Магії
Земля Без Магії (часто її називають Реальний Світ) зображена як немагічна земля, що не межує з Казковою Землею. Вважається, що потрапити в Землю Без Магії складно. Проте, було показано, що різні персонажі з різних країв можуть потрапити в Реальний Світ багатьма способами. Наприклад, Снігова Королева прибула в Землю Без Магії в 1982 році з допомогою учня Чарівника. Іншими способами подорожі в цей світ є чарівні двері, створені учнем Чарівника, чарівні боби, або Прокляття Темряви, яке і створило місто Сторібрук в штаті Мен.
Сторібрук зображений як типове невелике містечко на березі океану. Попри те, що воно є «в пастці часу», тут доступні сучасні зручності, такі як телебачення та Інтернет. Через прокляття жителі не можуть згадати, як вони почали тут жити або познайомилися один з одним, хоч їм до цього і байдуже. Більшість з них також не ризикують перетнути міську межу Сторібруку. Коли персонажі намагалися залишити, щось заважало їм, наприклад, їх автомобілі ламалися, змушуючи їх потрапити в якусь небезпеку. Реджина, будучи заклинателем, здатний покинути місто коли завгодно. Проте, персонажі не прив'язані до прокляття, такі як Генрі, Емма і Август також можуть покинути місто, навіть якщо воно не зламане. Крім того, персонажі, які входять в місто після того, як прокляття зламане, наприклад, Кора, Капітан Гак, Ніл Кессіді і Тамара, можуть покинути місто, не втрачаючи свою пам'ять, оскільки вони ніколи не були прокляті. Люди із зовнішнього світу можуть також увійти в місто після того, як прокляття розбите.

### Інші світи
Королівства і світи, показані в серіалі, переважно запозичені з багатьох казках, міфів і реальних місць і є магічними, на відміну від Реального Світу, який охрестили Землею Без Магії. Так само, як Зачарований Ліс, інші королівства і світи знаходилися під впливом прокляття Злої Королеви, але побічно, просто заморожені в часі і становищі протягом двадцяти восьми років.
Деякі з світів у цьому всесвіті базуються на казках та оригінальних творах, де чаклунство грає життєво важливу роль в тих краях. Серед них Казкова Земля (який об'єднує такі королівства, як Аграба, Арендель, Камелот, ДанБрох, Імперія (Мулан), Зачарований Ліс і Підводний світ Посейдона), Країна Чудес, Небувалія, Країна Оз, світ велетнів, Чистилище (Підземний світ), Рай (Олімп) та Пекло, Країна нерозказаних історій (куди йдуть ті, хто хоче зробити перерву в своїй історії), Світ за Дзеркалом (скляна в'язниця), Темне Королівство (де живе Чорна Фея), Королівство Бажання (де Прокляття Темряви ніколи не було, оскільки Злу Королеву було вигнано Принцом і Білосніжкою із Зачарованого Лісу) та світ роману «Герої та Злодії» (де герої та злодії помінялися ролями). Також в серіалі показано світ Франкенштейна та графа Монте-Крісто.

## Реакція

### Відгуки критиків
Пілотний епізод був зустрінутий з позитивними відгуками від критиків з початковим рахунком 67 з 100 від «Metacritic».

### Нагороди та номінації
- 2012 — Primetime Emmy Award в категоріях: (номінація)
  - «За видатні костюми для серії» — Едуардо Кастро та Моніка МакРей для Hat Trick (номінація) 
  - «За видатні спеціальні візуальні ефекти» — Дайна Мауер, Філ Джонс, Лора Джонс, Салліанн Массіміні, Андрій Орлов, Яків Бергман, Натан Мацуда, Дейл Фей і Кевін Стракмен для епізоду The Stranger (номінація)
- 2012 — Teen Choice Awards в категоріях: (номінація)
  - «Найкраща актриса» — Джінніфер Ґудвін (номінація) 
  - «Прорив року: чоловік» — Джошуа Даллас(номінація)
- 2011 — Супутник в категорії «Найкращий телевізійний серіал, жанр». (номінація)
- 2012 — Супутник в категорії «Найкращий телевізійний серіал, жанр». (номінація)
- 2012 — People's Choice Award в категорії «Нова улюблена ТВ драма». (номінація)
- 2012 — премія Сатурн в категоріях:
  - «Найкращий телесеріал, зроблений для телетрансляції» (номінація) 
  - «Найкраща актриса другого плану на телебаченні» — Лана Паррія (номінація)
- 2012 — Visual Effects Society Awards в категоріях: (номінація) 
  - «Видатний макет у телепередачі або рекламу» — Джейсон Монро, Крісс Штраус та Майкл Кирило —Замок Білосніжки (номінація)
  - «Видатна віртуальна кінематографія у телепередачі або рекламу» — Кевін Стракмен, Стівен Джексон та Натан Мацуда —Двір Попелюшки (номінація)
  - «Видатні візуальні ефекти в трансльованому серіалі» — Дуг Людвіг, Ендрю Орлофф, Натан Оверстріт і Лора Джонс (номінація)
- 2012 — премія TV Guide Awards в категоріях:
  - «новий улюблений серіал»
  - «Улюблений лиходій» — Лана Паррія в ролі Злої Королеви
- 2012 — Leo Awards в категорії: (номінація)
  - «Найкращий гість-жінка в драматичному серіалі» — Кіган Коннор Трейсі
- 2012 — Молодий актор в категоріях:
  - «Найкраще виконання в серіалі — молодий актор» — Джаред Гілмор

### Телевізійні рейтинги
Пілотний епізод привернув 12,930,000 глядачів та демо-рейтинг в категорії 18-49 склав 4,0. Це класифікується як найсильніший старт драматичного серіалу в сезоні, а також як найуспішніший дебют серіалу на ABC за останні п'ять років. Рейтинги значно почали скорочуватися на початку 2013 року і весь третій сезон трималися на низькому порозі в районі 6 мільйонів і демо 1,9-2,3 (з мінімумом 1,7 20 квітня 2014). Прем'єра четвертого сезону з залученням персонажів з мультфільму «Крижане серце» залучила понад 10 мільйонів з демо 3,7, показуючи найкращий результат для шоу за два роки.

## Музика
Автором слів та музики всіх пісень є Марк Ісшан. Він також написав музичні теми і музику для серіалу.
- 14 лютого 2012 року ABC Studios випустила альбом, що містить в собі чотири сингли, які Марк Ісшан написав для серіалу «Одного разу в казці: Перший сезон».
- 1 травня 2012 року, студією «Intrada Record» вийшов альбом з 25 офіційними саундтреками серіалу «Одного разу в казці: Перший сезон».
- 13 серпня 2013 року, студією «Intrada Record» вийшов альбом з 25 офіційними саундтреками серіалу «Одного разу в казці: Другий сезон».

### Саундтреки
| Якось у казці — Перший сезон: Оригінальний телевізійний саундтрек. Мини-Альбом | Якось у казці — Перший сезон: Оригінальний телевізійний саундтрек. Мини-Альбом | Якось у казці — Перший сезон: Оригінальний телевізійний саундтрек. Мини-Альбом |
| #                                                                              | Назва                                                                          | Тривалість                                                                     |
| ------------------------------------------------------------------------------ | ------------------------------------------------------------------------------ | ------------------------------------------------------------------------------ |
| 1.                                                                             | «The Queen's Curse»                                                            | 2:47                                                                           |
| 2.                                                                             | «Once Upon a Time Orchestral Suite»                                            | 3:49                                                                           |
| 3.                                                                             | «Belle's Story»                                                                | 2:39                                                                           |
| 4.                                                                             | «Things are Changing in Storybrooke»                                           | 1:53                                                                           |

| Якось у казці — Перший сезон: Оригінальний телевізійний саундтрек | Якось у казці — Перший сезон: Оригінальний телевізійний саундтрек | Якось у казці — Перший сезон: Оригінальний телевізійний саундтрек |
| #                                                                 | Назва                                                             | Тривалість                                                        |
| ----------------------------------------------------------------- | ----------------------------------------------------------------- | ----------------------------------------------------------------- |
| 1.                                                                | «Once Upon a Time Orchestral Suite»                               | 4:13                                                              |
| 2.                                                                | «Henry's Proposal»                                                | 1:17                                                              |
| 3.                                                                | «The Queen's Curse»                                               | 2:46                                                              |
| 4.                                                                | «Jiminy Cricket»                                                  | 3:11                                                              |
| 5.                                                                | «Dealing With Rumplestiltskin»                                    | 3:26                                                              |
| 6.                                                                | «Belle's Story»                                                   | 2:37                                                              |
| 7.                                                                | «Dwarves»                                                         | 2:45                                                              |
| 8.                                                                | «The Huntsman»                                                    | 4:31                                                              |
| 9.                                                                | «Things Are Changing in Storybrooke»                              | 1:47                                                              |
| 10.                                                               | «Cinderella»                                                      | 1:44                                                              |
| 11.                                                               | «Wedding Dance»                                                   | 1:21                                                              |
| 12.                                                               | «Advising Ashley»                                                 | 2:26                                                              |
| 13.                                                               | «If The Shoe Fits»                                                | 1:35                                                              |
| 14.                                                               | «Unhappy Endings»                                                 | 3:46                                                              |
| 15.                                                               | «Emma And Henry»                                                  | 1:43                                                              |
| 16.                                                               | «The Siren»                                                       | 5:07                                                              |
| 17.                                                               | «The Man with the Wooden Box»                                     | 1:11                                                              |
| 18.                                                               | «Hope Will Return»                                                | 1:48                                                              |
| 19.                                                               | «Rumplestiltskin in Love»                                         | 2:19                                                              |
| 20.                                                               | «The Genie's Wishes»                                              | 1:58                                                              |
| 21.                                                               | «The Road To True Love»                                           | 2:50                                                              |
| 22.                                                               | «The Family Compass»                                              | 2:00                                                              |
| 23.                                                               | «Burn The Witch»                                                  | 2:34                                                              |
| 24.                                                               | «What The Queen Loves Most»                                       | 2:30                                                              |
| 25.                                                               | «The Clock Moves»                                                 | 1:12                                                              |

| Якось у казці — Другий сезон: Оригінальний телевізійний саундтрек | Якось у казці — Другий сезон: Оригінальний телевізійний саундтрек | Якось у казці — Другий сезон: Оригінальний телевізійний саундтрек |
| #                                                                 | Назва                                                             | Тривалість                                                        |
| ----------------------------------------------------------------- | ----------------------------------------------------------------- | ----------------------------------------------------------------- |
| 1.                                                                | «Sleeping Beauty»                                                 | 2:29                                                              |
| 2.                                                                | «True Love»                                                       | 4:45                                                              |
| 3.                                                                | «Magic»                                                           | 3:12                                                              |
| 4.                                                                | «We Are Both»                                                     | 1:41                                                              |
| 5.                                                                | «Meet the Jefferson»                                              | 2:37                                                              |
| 6.                                                                | «Ruby and Granny»                                                 | 1:54                                                              |
| 7.                                                                | «A Real Boy»                                                      | 2:26                                                              |
| 8.                                                                | «The Hedge Maze»                                                  | 4:13                                                              |
| 9.                                                                | «Regina's True Love»                                              | 2:29                                                              |
| 10.                                                               | «Storybrooke Reunions»                                            | 2:12                                                              |
| 11.                                                               | «The Duelists»                                                    | 1:21                                                              |
| 12.                                                               | «The Lady Jack»                                                   | 0:45                                                              |
| 13.                                                               | «In a Burning Room»                                               | 4:16                                                              |
| 14.                                                               | «Tallahassee»                                                     | 2:21                                                              |
| 15.                                                               | «This Boy Will Be Your Undoing»                                   | 2:46                                                              |
| 16.                                                               | «Science!»                                                        | 1:23                                                              |
| 17.                                                               | «To Neverland!»                                                   | 1:58                                                              |
| 18.                                                               | «Cora's Waltz»                                                    | 2:19                                                              |
| 19.                                                               | «Snow White in Black»                                             | 2:45                                                              |
| 20.                                                               | «How Magic Is Made»                                               | 3:33                                                              |
| 21.                                                               | «One Perfect Day After Another»                                   | 2:37                                                              |
| 22.                                                               | «Bae and the Shadow»                                              | 2:45                                                              |
| 23.                                                               | «Tamara Shows Her True Colors»                                    | 4:20                                                              |
| 24.                                                               | «The Adventure Begins»                                            | 2:14                                                              |
| 25.                                                               | «Main Title»                                                      | 0:14                                                              |